# آرثر هيرزوغ
آرثر هيرزوغ (بالإنجليزية: Arthur Herzog)‏ (6 أبريل 1927، نيويورك في الولايات المتحدة - 25 مايو 2010، نيويورك في الولايات المتحدة)؛ روائي أمريكي.

## روابط خارجية
- آرثر هيرزوغ على موقع IMDb (الإنجليزية)